# هوي موس
هوي موس (بالإنجليزية: Howie Moss) هو لاعب كرة قاعدة أمريكي، ولد في 17 أكتوبر 1919 في غاستونيا في الولايات المتحدة، وتوفي في 7 مايو 1989 في بالتيمور في الولايات المتحدة.

## وصلات خارجية
- هوي موس على موقعبيزبول رفرنس.كوم (الدوري الرئيسي) (الإنجليزية)